# Neosparton aphyllum
Neosparton aphyllum là một loài thực vật có hoa trong họ Cỏ roi ngựa. Loài này được (Gillies & Hook.) Kuntze mô tả khoa học đầu tiên năm 1898.